# Cultura natufiana

Mapa do Levante com indicação de sítios do conjunto natufiano. Sobre o período aproximado de à

A cultura natufiana foi uma cultura arqueológica epipaleolítica desenvolvida no Levante, uma região geográfica situada no Oriente Médio, abrangendo áreas como Síria, Jordânia, Israel, Palestina, Líbano e Chipre. Além disso, algumas fontes ampliam a definição do Levante para incluir partes da Turquia, Iraque, Arábia Saudita e Egito.
Estima-se que a cultura natufiana tenha surgido por volta de 13.050 a.C. e perdurado até cerca de 9.500 a.C., marcando uma transição entre o estilo de vida nômade do Paleolítico e a adoção de uma vida mais sedentária na transição para o Neolítico. Durante esse período, os natufianos desenvolveram uma série de características distintivas em sua cultura material e práticas sociais.
Os sítios arqueológicos natufianos apresentam uma variedade de artefatos, como ferramentas de pedra polida e lascada, como lâminas de sílex e micrólitos, que eram utilizados para diferentes propósitos, desde a caça até o processamento de alimentos. Além disso, foram encontrados artefatos decorativos, como contas de conchas e pedras, indicando uma valorização estética e possíveis práticas rituais.
Uma característica marcante da cultura natufiana é o seu sistema de assentamento. Os natufianos estabeleceram-se em abrigos naturais, como cavernas e grutas, que proporcionavam proteção e abrigo contra as intempéries. Um dos sítios mais conhecidos é a Caverna do Monte Carmelo, localizada em Israel, que revelou uma extensa ocupação natufiana.
A subsistência dos natufianos baseava-se principalmente na coleta de alimentos, como frutas, nozes e sementes, bem como na caça de animais selvagens, como gazelas. No entanto, há evidências de um incipiente desenvolvimento da agricultura, com a presença de instrumentos agrícolas rudimentares, como foices e pedras de moer, sugerindo uma transição para a produção de alimentos.
Além da importância econômica, a cultura natufiana também demonstrou aspectos sociais complexos. Os natufianos desenvolveram estruturas sociais e simbolismo, como evidenciado pelos rituais funerários elaborados encontrados em alguns sítios, nos quais os mortos eram enterrados com ornamentos e oferendas.
Os estudos sobre a cultura natufiana têm contribuído para uma melhor compreensão da transição entre o Paleolítico e o Neolítico, evidenciando as mudanças no estilo de vida e as primeiras experiências humanas com a domesticação de plantas e animais. Essa cultura desempenhou um papel crucial no desenvolvimento das sociedades humanas e na formação das bases para as civilizações futuras na região do Levante.